# 道の駅佐賀関
道の駅佐賀関（みちのえき さがのせき）は、大分県大分市にある国道197号の道の駅である。

## 概要
1997年（平成9年）7月、佐賀関町（当時）が一軒家風の木造2階建ての物産館（物産品売店、レストラン）と公衆トイレを建設して、大分県4番目の道の駅としてオープン。
2009年（平成21年）6月に、物産館がシロアリ被害を受けていることが発覚。調査の結果被害は深刻で、地震で倒壊する危険があることが判明。同年9月1日に物産館の営業を中止して閉鎖し、2010年（平成22年）春に建物が解体された。費用面から大分市（佐賀関町を2005年（平成17年）に吸収合併）による建て替えは断念された。なお、駐車場、公衆トイレ、展望デッキ、たこ焼き売店などは、物産館閉鎖後も引き続き利用できた。
2010年（平成22年）10月に、大分市が特定非営利活動法人さがのせきまちづくり協議会に土地の賃貸をして、同法人が鉄骨平屋造の建物を約4400万円で建設し運営する形で再建することになる。
現在は新しい施設で案内業務や、物産情報館、レストランの営業を行なっている。

## 施設
- 駐車場
  - 普通車：45台
  - 大型車：6台
  - 身障者用：2台
- トイレ（いずれも24時間利用可能）
  - 男：大 2器、小 4器
  - 女：4器
  - 身障者用：1器
- 公衆電話
- 公衆FAX
- レストラン「道の駅さがのせき」（9:00 - 18:00 土日祝日、10:00-18:00）
- 売店「物産情報館」（9:00 - 18:00 土日祝日、10:00-18:00）
- 情報コーナー「物産情報館」内（9:00 - 18:00）

## 休館日
- 無休

## アクセス
- 国道197号 - 登録路線
  - 国道217号と重複